# Aigen im Ennstal
Aigen im Ennstal – gmina w Austrii, w kraju związkowym Styria, w powiecie Liezen. Według Austriackiego Urzędu Statystycznego liczyła 2563 mieszkańców (1 stycznia 2015).